# Araripe (kommun)
Araripe är en kommun i Brasilien.   Den ligger i delstaten Ceará, i den östra delen av landet, 1 300 kilometer nordost om huvudstaden Brasília. Antalet invånare är 20 689. Arean är 1 347 kvadratkilometer.
Terrängen i Araripe är kuperad åt nordost, men åt sydväst är den platt.
Följande samhällen finns i Araripe:
- Araripe

Omgivningarna runt Araripe är huvudsakligen savann. Runt Araripe är det glesbefolkat, med 11 invånare per kvadratkilometer.